# FOXE1
FOXE1‏ (Forkhead box E1) هوَ بروتين يُشَفر بواسطة جين FOXE1 في الإنسان.